# Fuamnach
 (signalé en juin 2025).
Si vous disposez d'ouvrages ou d'articles de référence ou si vous connaissez des sites web de qualité traitant du thème abordé ici, merci de compléter l'article en donnant les références utiles à sa vérifiabilité et en les liant à la section « Notes et références ».
- Archive Wikiwix
- Bing
- Cairn
- DuckDuckGo
- E. Universalis
- Gallica
- Google
- G. Books
- G. News
- G. Scholar
- Persée
- Qwant
- (zh) Baidu
- (ru) Yandex
- (wd) trouver des œuvres sur Wikidata

Fuamnach, dans la mythologie celtique irlandaise, est l’épouse légitime de Midir, le dieu souverain de l’Autre Monde (voir article Sidh) des Tuatha Dé Danann. Déesse, elle n’est cependant pas souveraine, mais c’est une magicienne experte, son père étant le druide Bresal Etarlam.
Midir décide de rencontrer le déesse Étain, dont on lui a vanté la beauté (selon certaines versions, c’est en réparation d’une blessure d’Oengus, qu’il aurait réclamé la plus belle fille d’Irlande). Il en tombe amoureux sur le champ et en fait sa maîtresse, ce qui provoque une extrême jalousie chez Fuamnach. Elle va poursuivre l’intruse se servant des sortilèges les plus puissants de sa magie, mais elle n’a pas le pouvoir de la tuer. Elle la transforme en mare d’eau en la touchant avec une branche de sorbier, puis en mouche qu’un vent druidique emporte dans les airs pendant sept années. Elle devient un ver de terre minuscule et tombe dans une coupe. Sous cette forme, elle est avalée puis « accouchée » par l’épouse du roi d’Ulster, Etar. C’est ainsi qu’elle peut renaître. Fuamnach ne peut reconquérir Midir qui, lassé de ces péripéties, la fait assassiner.